# Vsetínská Bečva
Die Vsetínská Bečva (deutsch Obere Betschwa, früher tschechisch Horní Bečva) ist der linke Quellfluss der Bečva in Tschechien.
Sie entspringt in 910 m ü. NN zwischen dem Čartak (952 m) und dem Beskydek (953 m) an der Grenze zur Slowakei  bei dem Weiler Uzgrúň zwischen den Wsetiner Bergen und den Javorníky. An seinem Lauf nach Südwesten befinden sich die Ortschaften Leskové, Velké Karlovice, Karolinka, Nový Hrozenkov, Halenkov, Huslenky, Hovězí, Janová und Ústí u Vsetína. Hier mündet mit der Senice der größte Zufluss ein. Das Tal der Vsetínská Bečva in ihrem Oberlauf bildet die natürliche Abgrenzung zwischen den Javorníky im Süden und den Vsetínské vrchy im Norden.
Die Vsetínská Bečva fließt dann nordwärts über Vsetín, Jablůnka, Pržno u Vsetína, Bystřička, Jarcová und Podlesí nach Valašské Meziříčí, wo sie sich nach 58,8 km mit der Rožnovská Bečva vereint.

## Zuflüsse
- Tísňavský potok (l)
- Raťkov (r)
- Velká Stanovnice (l)
- Kobylská (r)
- Brodská (r)
- Vranča (l)
- Lušová (r)
- Dinotice (r)
- Kychová (l)
- Zděchovka (l)
- Hořanský potok (l)
- Senice (l) bei Ústí u Vsetína
- Jasenice (r)
- Jasenka (r)
- Rokytenka (l)
- Semetínský potok (l)
- Ratibořka (l)
- Mikulůvka (l)
- Bystřička (r), unterhalb Bystřička